# Clash of the Champions I
NWA: Clash of the Champions (in seguito conosciuto come Clash of the Champions I) fu la prima edizione dell'omonimo evento in pay-per-view; si svolse il 27 marzo 1988 presso il Greensboro Coliseum di Greensboro (Carolina del Nord).

## Evento
In un "College Rules" match, Mike Rotunda sconfisse Jimmy Garvin nel secondo round.
Nell'incontro con in palio lo United States Tag Team Championship, Tommy Rogers dei The Fantastics schienò Bobby Eaton dei The Midnight Express vincendo i titoli ma la decisione fu ribaltata perché il partner di Rogers, Bobby Fulton, aveva gettato l'arbitro fuori dal ring prima che lo schienamento avvenisse. The Road Warriors e Dusty Rhodes sconfissero The Powers of Pain e Ivan Koloff quando The Barbarian colpì accidentalmente il suo partner, The Warlord, con una testata. Animal indossò una maschera protettiva durante il match per proteggersi dagli infortuni.
Lex Luger e Barry Windham sconfissero Arn Anderson e Tully Blanchard per il World Tag Team Championship, nonostante l'interferenza del manager J.J. Dillon.
Nel main event, Sting sfidò Ric Flair per l'NWA World Heavyweight Championship. Il manager di Flair, J.J. Dillon, fu chiuso in una gabbia sospesa sopra il ring. Poiché nessun lottatore riuscì ad imporsi prima della scadenza del limite di tempo, la decisione fu lasciata ai giudici nominati per questa occasione: Gary Juster assegnò il match a Sting, mentre la modella di Penthouse Patty Mullen decise in favore di Flair. Sandy Scott sancì il pareggio. Nessuna decisione fu annunciata per i restanti due giudici, gli attori Jason Hervey e Ken Osmond, con il risultato che l'incontro venne giudicato un pareggio e Flair mantenne il titolo.

## Risultati
| N. | Risultati | Stipulazione                                                 | Durata |
| -- | --- | ------------------------------------------------------------ | ------ |
| 1  | Mike Rotunda (con Kevin Sullivan) sconfisse Jimmy Garvin (con Precious)                                                                                          | College Rules match                                          | 06:10  |
| 2  | The Midnight Express (Bobby Eaton & Stan Lane) (c) (con Jim Cornette) sconfissero The Fantastics (Bobby Fulton & Tommy Rogers) per squalifica                    | Tag team match per l'NWA United States Tag Team Championship | 10:15  |
| 3  | The Road Warriors (Animal & Hawk) e Dusty Rhodes (con Paul Ellering) sconfissero The Powers of Pain (The Barbarian & The Warlord) e Ivan Koloff (con Paul Jones) | Barbed wire match                                            | 03:39  |
| 4  | Lex Luger & Barry Windham sconfissero Arn Anderson & Tully Blanchard (c) (con J.J. Dillon)                                                                       | Tag team match per l'NWA World Tag Team Championship         | 09:35  |
| 5  | Ric Flair (c) vs. Sting terminò in pareggio per limite di tempo                                                                                                  | Single match per l'NWA World Heavyweight Championship        | 45:00  |